# Stefano Tacconi
Pour les articles homonymes, voir Tacconi.
Stefano Tacconi  est un footballeur italien, né le 13 mai 1957 à Pérouse.
Surnommé Capitan Fracassa ou encore Tarzan, il jouait au poste de gardien.

## Carrière
- 1975-1976 :  Inter Milan
- 1977-1978 :  Pro Patria Calcio
- 1978-1979 :  Livourne Calcio
- 1980-1983 :  US Avellino
- 1983-1994 :  Juventus
- 1994-1995 :  Genoa CFC[2]

## Palmarès

### En équipe nationale
- 7 sélections avec l'équipe d'Italie entre 1987 et 1991
- Troisième de la Coupe du monde 1990 avec l'équipe d'Italie

### Avec la Juventus
- Vainqueur de la Coupe d'Europe des clubs champions en 1985
- Vainqueur de la Coupe intercontinentale en 1985
- Vainqueur de la Coupe d'Europe des vainqueurs de coupe en 1984
- Vainqueur de la Supercoupe de l'UEFA en 1984
- Vainqueur de la Coupe de l'UEFA en 1990
- Champion d'Italie en 1984 et 1986
- Vainqueur de la Coupe d'Italie en 1990